# تاو ایرپورت هولدینگ
تاو ایرپورت هولدینگ (به انگلیسی: TAV Airports Holding) شرکت خدمات فرودگاهی ترکیه‌ای است، که در زمینه مدیریت فرودگاه‌ها و کنترل ترافیک هوایی فعالیت می‌کند.
شرکت تاو ایرپورت هولدینگ در سال ۱۹۹۷ با ادغام شرکت‌های آکفن و تپه گروپ تأسیس شد و در حال حاضر اپراتور فرودگاه بین‌المللی آتاترک، فرودگاه بین‌المللی اسن‌بوغا، فرودگاه عدنان مندرس، فرودگاه گازیپاسا در ترکیه، فرودگاه بین‌المللی تفلیس و فرودگاه بین‌المللی باتومی در گرجستان، فرودگاه بین‌المللی منستیر – حبیب بورقیبه و فرودگاه بین‌المللی النفیضه حمامات در تونس، فرودگاه اسکندر کبیر اسکوپیه و فرودگاه اورکید سنت. پل دا اپوستل در جمهوری مقدونیه می‌باشد.
دفتر مرکزی این شرکت در شهر استانبول، ترکیه قرار دارد و بخشی از سهام آن در بازار بورس استانبول معامله می‌شود.